# Ignasi Guardans Cambó

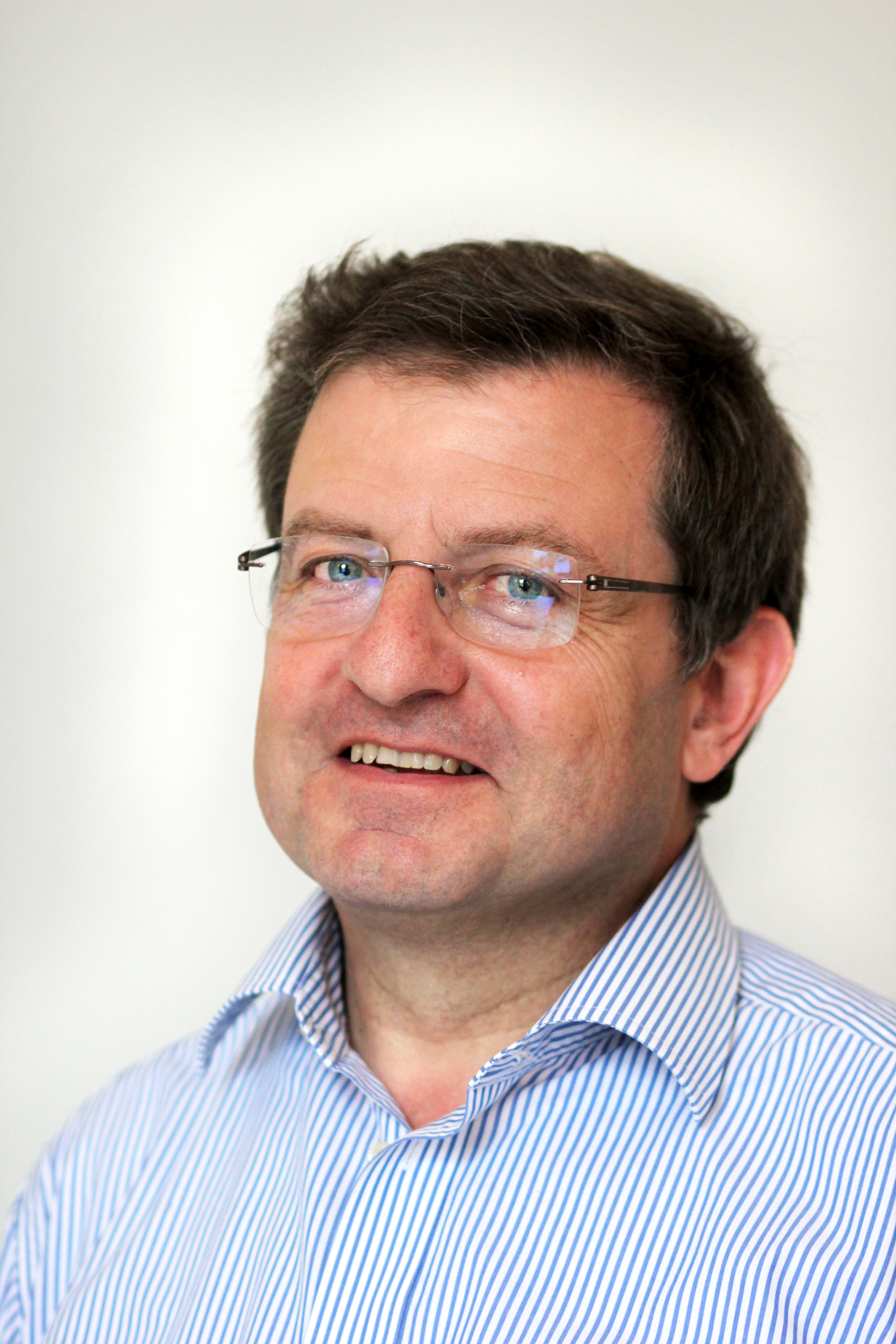
Guardans Cambó 2019

Ignasi Guardans Cambó (* 18. Mai 1964 in Barcelona) ist ein spanischer Politiker und ehemaliges Mitglied des Europäischen Parlaments. Er ist Mitglied der katalanischen Partei Convergència Democràtica de Catalunya (CDC), die sich 1978 mit der Unió Democràtica de Catalunya (UDC) zur Convergència i Unió (CiU) zusammengeschlossen hat.

## Werdegang
Guardans Cambó ist promovierter Rechtsanwalt und Hochschullehrer. Von 1988 bis 1992 war er Professor für internationales Privatrecht an der Universität Navarra, anschließend bis 1996 in Barcelona und am Centro de Estudios Abat Oliba. Seit 1993 ist er in Barcelona als Anwalt tätig.
1995 zog Guardans Cambó in das katalanische Regionalparlament ein, bevor er von 1996 bis 2004 Mitglied des spanischen Parlaments war. Dort war er in verschiedenen Ausschüssen (Gemischter Ausschuss für die Europäische Union, auswärtiger Ausschuss, Ausschuss für Bildung und Kultur) Sprecher seiner Partei. Darüber hinaus war Guardans Cambó jeweils bis 2004 Mitglied der Conférence des Organes spécialisés en Affaires communautaires (COSAC), der Parlamentarischen Versammlung des Europarats, sowie der Versammlung der Westeuropäischen Union.
Bei der Europawahl 2004 konnte Guardans Cambó einen Sitz im Europäischen Parlament gewinnen. Dort war er stellvertretender Vorsitzender im Ausschuss für internationalen Handel, Mitglied in der Delegation für die Beziehungen zu den Ländern Südeuropas, sowie stellvertretendes Mitglied in den Ausschüssen für bürgerliche Freiheiten, Justiz und Inneres und für Kultur und Bildung, sowie in der Delegation für die Beziehungen zu den Vereinigten Staaten.
In seiner Fraktion, der Allianz der Liberalen und Demokraten für Europa, war Guardans Cambó zweiter Vizevorsitzender und Vorsitzender der Arbeitsgruppe International Trade (INTA).
Am 22. April 2009 schied er aus dem Europäischen Parlament aus, um auf Bitte der spanischen Kulturministerin Ángeles González-Sinde die Generaldirektion Film im spanischen Kulturministerium zu übernehmen. Diese Zusammenarbeit mit der sozialistisch geführten Regierung unter José Luis Rodríguez Zapatero war in der Partei nicht unumstritten; die CDC-Jugendorganisation forderte sogar den Parteiausschluss Guardans'.
Nach einer vorübergehenden Tätigkeit als Direktor für Öffentlichkeitsarbeit und Mitgliederbeziehungen bei der Europäischen Rundfunkunion (EBU) in Genf (2011–2012) ging er 2012 nach Brüssel, wo er seitdem als Vorsitzender und Geschäftsführer der nichtkommerziellen Agentur CUMEDIAE arbeitet, die sich um die finanzielle Förderung von Kultur- und Medienprojekten kümmert. 2012 wurde er vom französischen Staat zum Ritter des Ordens der Literatur und der Künste geehrt.